# Министерство образования и науки Республики Татарстан
Министерство образования и науки Республики Татарстан — орган государственной власти Республики Татарстан.
Подчиняется Раису РТ и Кабинету Министров РТ.

## История
Образовано 28 сентября 1920 года постановлением Центрального исполнительного комитета Татарской АССР и находилось в подчинении ЦИК Татарской АССР (до 1938 года), Совета Народных Комиссаров Татарской АССР (с 1946 года — Совета Министров Татарской АССР, с 1991 года — Кабинета Министров РТ) и одноимённому народному комиссариату РСФСР. 

### Официальные названия
- Народный комиссариат просвещения Татарской АССР (1920-1946)
- Министерство просвещения Татарской АССР (1946-1988)
- Министерство народного образования Татарской АССР (1946-1988)
- Министерство народного образования Татарской ССР (1990-1992)
- Министерство народного образования Республики Татарстан (1990-1992)
- Министерство образования Республики Татарстан (1992-2004)
- Министерство образования и науки Республики Татарстан (с 2004)[2]

## Министры[3][a]
- Султанов, Хасан Шагисултанович (1920–1921)
- Ахмадиев, Шагит Гимадутдинович[тат.] (1921–1922, 1924–1926)
- Брундуков, Микдат Юнусович[тат.] (1922–1924)
- Тагиров, Мухаммад Хамзич (1926–1927)
- Мухутдинов, Насых Камалович  (1927–1928)
- Рахматуллин, Исхак Шигабутдинович (1928–1931)
- Биктагиров, Аскар Тагирович (1932–1934)
- Башкиров, Шахвали Галеевич[тат.] (1932–1937)
- Бакиров, Гумер Ахметович[тат.] (1937–1938)
- Шарипов, Зариф Фаттахович (1938–1939)
- Контюков, Умяр Туктарович (1939–1948)
- Абузяров, Галей Гайнуллович (1948–1950)
- Валиуллина, Амина Гайфулловна (1950–1958)
- Махмутов, Мирза Исмаилович (1958–1976)
- Иванов, Владимир Васильевич (1976–1980)
- Низамов, Равиль Авзалович (1980–1990)
- Гайфуллин, Василь Габдуллович[тат.] (1990–1997)
- Харисов, Фарис Фахразович[тат.] (1997–2004)
- Шайхелисламов, Раис Фалихович[тат.] (2004–2007)
- Валеев, Наиль Мансурович (2007–2009)
- Гильмутдинов, Альберт Харисович (2009–2012)
- Фаттахов, Энгель Навапович[тат.] (2012–2017)
- Бурганов, Рафис Тимерханович (2017–2020)
- Хадиуллин, Ильсур Гараевич[тат.] (2020–2025)

### Комментарии
1. ↑  до 1946 года — народные комиссары